# Improvisation & Co
Improvisation & Co är en fri teatergrupp.
Teatern startades 1996 och ger föreställningar, främst så kallad improvisationsteater, men har även kurs- och utbildningsverksamhet inom områden som kommunikation, mångfald och kreativitet.
Improvisation & Co arbetar med att teckentolka utvalda föreställningar.
Under sommaren 2008 introducerade Improvisation & Co improvisationsteater i irakiska Kurdistan tillsammans med Svenska Institutet.